# Duo Acropolis
Duo Acropolis was een Grieks duo dat bestond uit Paul Fotiadis en Markos Vlatakis. Zij stonden in 1965 en 1966 tezamen met Trio Hellenique en Mikis Theodorakis in de Nederlandse Top 40 genoteerd met hun uitvoering van Zorba Le Grec (La Danse De Zorba).